# 夜の果て
「夜の果て」（よるのはて）は、日本のロックバンド、NICO Touches the Wallsのシングル。2008年2月20日、キューンレコードより発売。

## 解説
- メジャーデビュー後初のシングル作品。
- AIRとの共同プロデュース作品。

## 収録曲
1. 夜の果て (4:46)
岩手めんこいテレビ『Break Point!』オープニングテーマ
北海道テレビ『夢チカ18』オープニングテーマ
2. バニーガールとダニーボーイ (4:24)
3. April (5:04)

全作詞・作曲：光村龍哉　編曲：AIR&NICO Touches the Walls